# 열녀, 지옥에 떨어지다
《열녀, 지옥에 떨어지다》는 한국방송공사 1TV 특집드라마이다.

## 기획 의도
저승에서 다시 살아돌아온 수절녀의 이야기

## 제작진
- 극본 : 임충
- 연출 : 엄기백

## 출연진
- 김성녀
- 김성환
- 김진태
- 김진해
- 봉혜선
- 사미자
- 안병경
- 윤문식
- 이일웅
- 정규수
- 정종준